# Paris-Nice 1957
Paris-Nice 1957 est la 15e édition de la course cycliste Paris-Nice. La course a lieu entre le 12 et le 17 mars 1957. La victoire revient au coureur français Jacques Anquetil, de l'équipe Helyett-Hutchinson, devant les Belges Désiré Keteleer (Carpano-Coppi) et Jean Brankart (Peugeot-BP).

## Participants
Dans cette édition de Paris-Nice, 88 coureurs participent divisés en 11 équipes : Carpano-Coppi, Mercier, Helyett-Hutchinson, Saint Raphael-Geminiani, Peugeot-BP, Leo-Cholorodont, Alcyon-VC XII, Bataillon de Joinville, Groene Leeuw, Royal Fabric-Enform et Rochet.

## Étapes
| Étapes                | Date    | Villes étapes         | km     | Vainqueur d’étape | Leader du classement général |
| --------------------- | ------- | --------------------- | ------ | ----------------- | ---------------------------- |
| 1re étape             | 12 mars | Paris-Bourges         | 198 km | Désiré Keteleer   | Désiré Keteleer              |
| 2e étape              | 13 mars | Bourges-Moulins       | 171 km | Julien Schepens   | Désiré Keteleer              |
| 3e étape              | 14 mars | Moulins-Saint-Étienne | 207 km | Jean Adriaensens  | Désiré Keteleer              |
| 4e étape              | 15 mars | Saint-Étienne-Alès    | 243 km | Nicolas Barone    | Désiré Keteleer              |
| 5e étape, 1er secteur | 16 mars | Alès-Uzès (clm)       | 33 km  | Jacques Anquetil  | Jacques Anquetil             |
| 5e étape, 2e secteur  | 16 mars | Uzès-Manosque         | 171 km | André Ruffet      | Jacques Anquetil             |
| 6e étape              | 17 mars | Manosque-Nice         | 183 km | Albert Platel     | Jacques Anquetil             |

## Résultats des étapes

### 1reétape
12-03-1957. Paris-Bourges, 198 km.
|   | Cycliste        | Équipe          | Temps           |
| - | --------------- | --------------- | --------------- |
| 1 | Désiré Keteleer | Carpano-Coppi   | 5 h 25 min 26 s |
| 2 | André Ruffet    | Mercier         | m.t.            |
| 3 | Gastone Nencini | Leo-Cholorodont | m.t.            |

### 2eétape
13-03-1957. Bourges-Moulins, 171 km.
|   | Cycliste        | Équipe        | Temps           |
| - | --------------- | ------------- | --------------- |
| 1 | Julien Schepens | Mercier       | 3 h 58 min 51 s |
| 2 | Louison Bobet   | Mercier       | m.t.            |
| 3 | Désiré Keteleer | Carpano-Coppi | m.t.            |

### 3eétape
14-03-1957. Moulins-Saint-Étienne, 207 km.
|   | Cycliste        | Équipe             | Temps           |
| - | --------------- | ------------------ | --------------- |
| 1 | Jan Adriaensens | Carpano-Coppi      | 5 h 24 min 28 s |
| 2 | Seamus Elliott  | Helyett-Hutchinson | m.t.            |
| 3 | Aldo Moser      | Leo-Cholorodont    | + 10 s          |

### 4eétape
15-03-1957. Saint-Étienne-Alès, 243 km.
|   | Cycliste       | Équipe                  | Temps           |
| - | -------------- | ----------------------- | --------------- |
| 1 | Nicolas Barone | Saint Raphael-Geminiani | 5 h 46 min 34 s |
| 2 | Brian Robinson | Saint Raphael-Geminiani | m.t.            |
| 3 | Aldo Moser     | Leo-Cholorodont         | + 5 min 11 s    |

### 5eétape,1ersecteur
16-03-1957. Alès-Uzès, 33 km. (clm)
|   | Cycliste         | Équipe             | Temps        |
| - | ---------------- | ------------------ | ------------ |
| 1 | Jacques Anquetil | Helyett-Hutchinson | 44 min 48 s  |
| 2 | Jean Brankart    | Peugeot-BP         | + 55 s       |
| 3 | Jozef Planckaert | Peugeot-BP         | + 1 min 01 s |

### 5eétape,2esecteur
16-03-1957. Uzès-Manosque, 171 km.
|   | Cycliste       | Équipe                  | Temps           |
| - | -------------- | ----------------------- | --------------- |
| 1 | André Ruffet   | Mercier                 | 3 h 57 min 29 s |
| 2 | Seamus Elliott | Helyett-Hutchinson      | m.t.            |
| 3 | Brian Robinson | Saint Raphael-Geminiani | m.t.            |

### 6eétape
17-03-1957. Manosque-Nice, 238 km.
|   | Cycliste            | Équipe                  | Temps           |
| - | ------------------- | ----------------------- | --------------- |
| 1 | Albert Platel       | Saint Raphael-Geminiani | 4 h 47 min 53 s |
| 2 | Jean-Claude Annaert | Bataillon de Joinville  | m.t.            |
| 3 | François Mahé       | Saint Raphael-Geminiani | m.t.            |

## Classements finals

### Classement général
|    | Cycliste         | Équipe                  | Temps            |
| -- | ---------------- | ----------------------- | ---------------- |
| 1  | Jacques Anquetil | Helyett-Hutchinson      | 30 h 19 min 26 s |
| 2  | Désiré Keteleer  | Carpano-Coppi           | + 23 s           |
| 3  | Jean Brankart    | Peugeot-BP              | + 55 s           |
| 4  | Jozef Planckaert | Peugeot-BP              | + 1 min 01 s     |
| 5  | Louison Bobet    | Mercier                 | + 1 min 24 s     |
| 6  | Jean Forestier   | Helyett-Hutchinson      | + 2 min 11 s     |
| 7  | Ernest Heyvaert  | Carpano-Coppi           | + 3 min 02 s     |
| 8  | Brian Robinson   | Saint Raphael-Geminiani | + 3 min 08 s     |
| 9  | Jacques Dupont   | Saint Raphael-Geminiani | + 3 min 24 s     |
| 10 | Jean Bobet       | Mercier                 | + 3 min 36 s     |